# تاجیکستان (روزنامه)
تاجیکیستان (فارسی تاجیکی: Тоҷикистон) یک روزنامه هفتگی است که سه بار در هفته در تاجیکستان منتشر می‌شود. این روزنامه یکی از پرتیراژترین روزنامه‌ها در کشور است.